# Kryzelnice
Kryzelnice (Phoronida) – typ niewielkich morskich zwierząt bezkręgowych obejmujący dziesięć współcześnie żyjących, w większości kosmopolitycznych gatunków występujących gromadnie na szelfach w piasku, mule lub na skałach. Zwierzęta te wyposażone są w charakterystyczny fałd otaczający otwór gębowy, na którym znajdują się dwa rzędy czułków zwiniętych w kształt kryzy – stąd nazwa. Tego typu aparat czułkowy nazywa się również lofoforem. Za pomocą jego rytmicznych ruchów kryzelnice naganiają drobny morski plankton stanowiący ich pokarm. Są to dość powszechnie występujące zwierzęta oceaniczne, odgrywające jednak relatywnie niewielką rolę ekologiczną.
Pojedynczy osobnik posiada cylindryczne ciało trwale schowane w chitynowym domku, wytwarzanym z wydzielin naskórka; w koloniach może następować zlewanie się sąsiednich domków, podobnie jak to ma miejsce u koralowców. Kryzelnice charakteryzują się skrajnie prostą budową: posiadają skromny rozproszony układ nerwowy, pojedyncze komórki czuciowe zlokalizowane głównie na czułkach, U-kształtny układ pokarmowy oraz pozbawiony serca układ krwionośny. Rozmnażają się wegetatywnie (przez podział poprzeczny) lub płciowo. W tym drugim wypadku powstają okresowo gonady, jaja rozwijają w uchyłkach aparatu czułkowego i wylęga się z nich larwa zwana aktinotrochą.
Niektóre dane – tak paleontologiczne, jak i genetyczne – wydawały się wskazywać na to, że kryzelnice to w istocie skrajnie wyspecjalizowana grupa ramienionogów bezzawiasowych, ale w najnowszych opracowaniach są uznawane, zgodnie z tradycyjną klasyfikacją, za odrębny typ należący do lofoforowców.
Współcześnie żyjące kryzelnice zaliczane są do trzech rodzajów:
- Actinotrocha
- Phoronis
- Phoronopsis